# Луций Квинкций Цинцинат (трибун)
Вижте пояснителната страница за други личности с името Луций Квинкций Цинцинат.
Луций Квинкций Цинцинат (на латински: Lucius Quinctius Cincinnatus) e син на Луций Квинкций Цинцинат (суфектконсул 460 пр.н.е. и диктатор 458 и 439 пр.н.е.), брат на Кезо Квинкций (в изгнание 461 пр.н.е., автор на Lex Terentilia) и баща на Тит Квинкций Пен Цинцинат (консул 431 пр.н.е. и военен трибун 426 пр.н.е.).
През 438 пр.н.е. Луций Цинцинат е консулски военен трибун с Мамерк Емилий Мацерин и Луций Юлий Юл. През 437 пр.н.е. e началник на конницата на диктатор Мамерк Емилий Мацерин. През 425 пр.н.е. той е отново военен трибун. През 420 пр.н.е. е за трети път военен трибун.